# Dandolo (Patrizierfamilie)

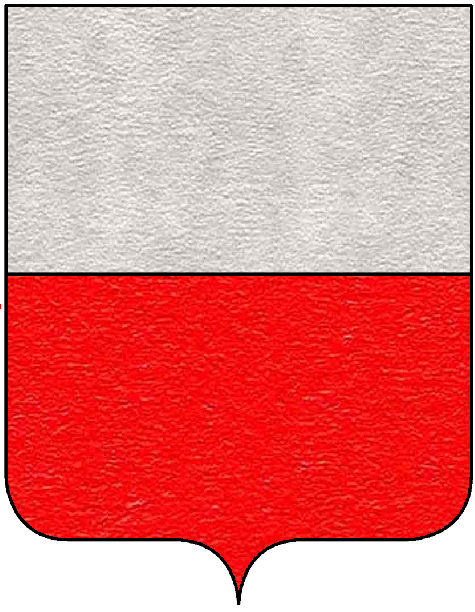
Wappen der Dandolo

Dandolo ist der Name einer venezianischen Patrizierfamilie (siehe: Patriziat von Venedig), die vor allem im 13. und 14. Jahrhundert großen politischen Einfluss ausübte und mehrere Dogen stellte.
Bedeutende Vertreter sind:
- Enrico Dandolo (Patriarch 1134–1182)
- Enrico Dandolo (Doge 1192–1205)
- Ranieri Dandolo († 1208), dessen Sohn, Vizedoge und Flottenkommandant
- Anna Dandolo († um 1265), dessen Tochter, Königin der Serben
- Giovanni Dandolo (Doge 1280–1289)
- Andrea Dandolo (Duca di Candia) († 1298), venezianischer Podestà, Duca di Candia, Flottenführer
- Francesco Dandolo (Doge 1328–1339)
- Andrea Dandolo (Doge 1342–1354)
- Giovanna Dandolo, Dogaressa von Venedig
- Silvestro Dandolo (1776–1847), Admiral

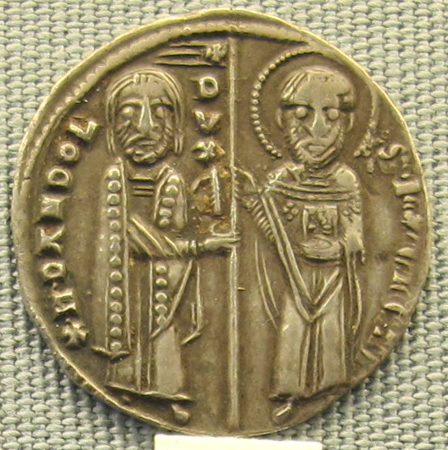
Enrico Dandolo (1192–1205), Doge (links) und St. Markus
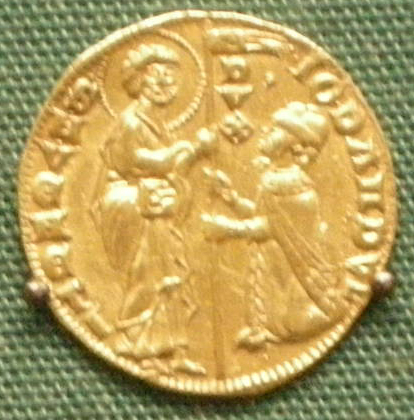
Golddukate mit dem Dogen Giovanni Dandolo (1280–1289)
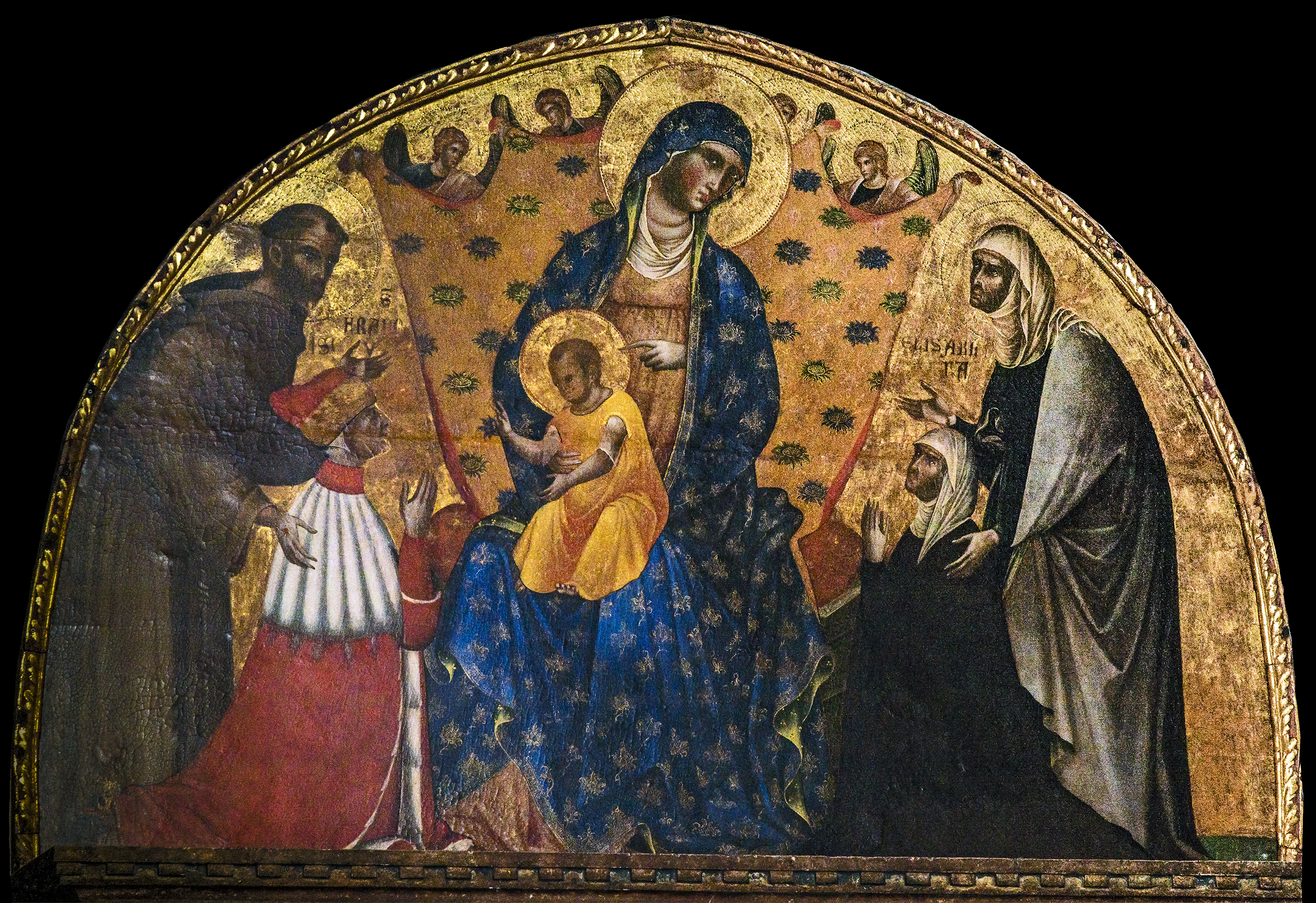
Francesco Dandolo (1328–1339), Doge, und seine Frau Elisabetta Contarini (1339)
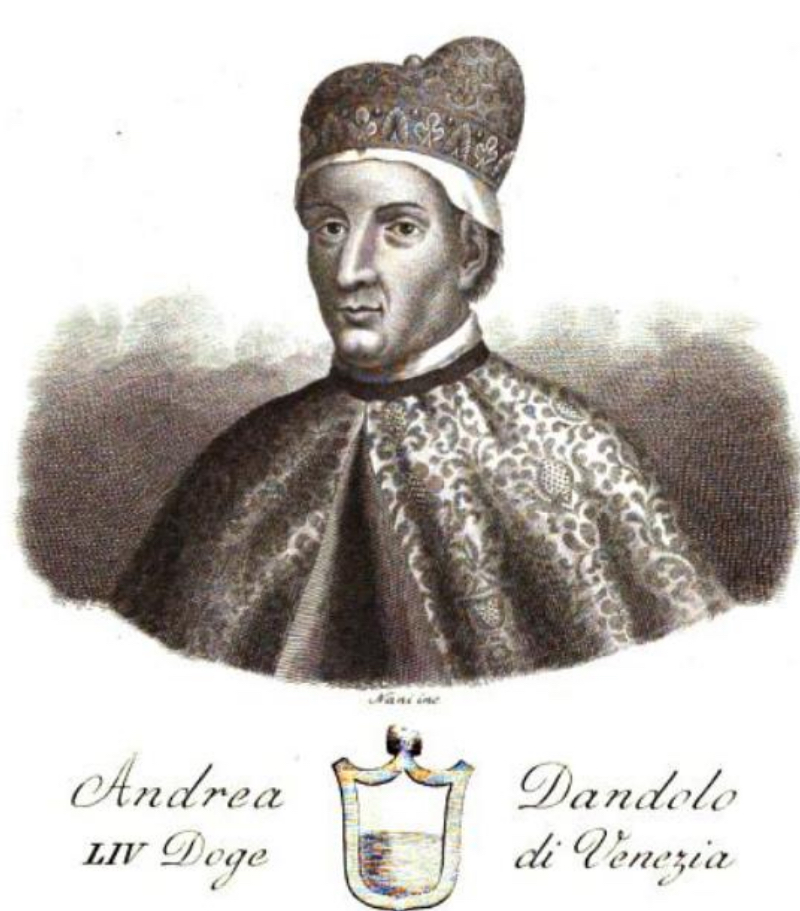
Andrea Dandolo (1342–1354), Doge

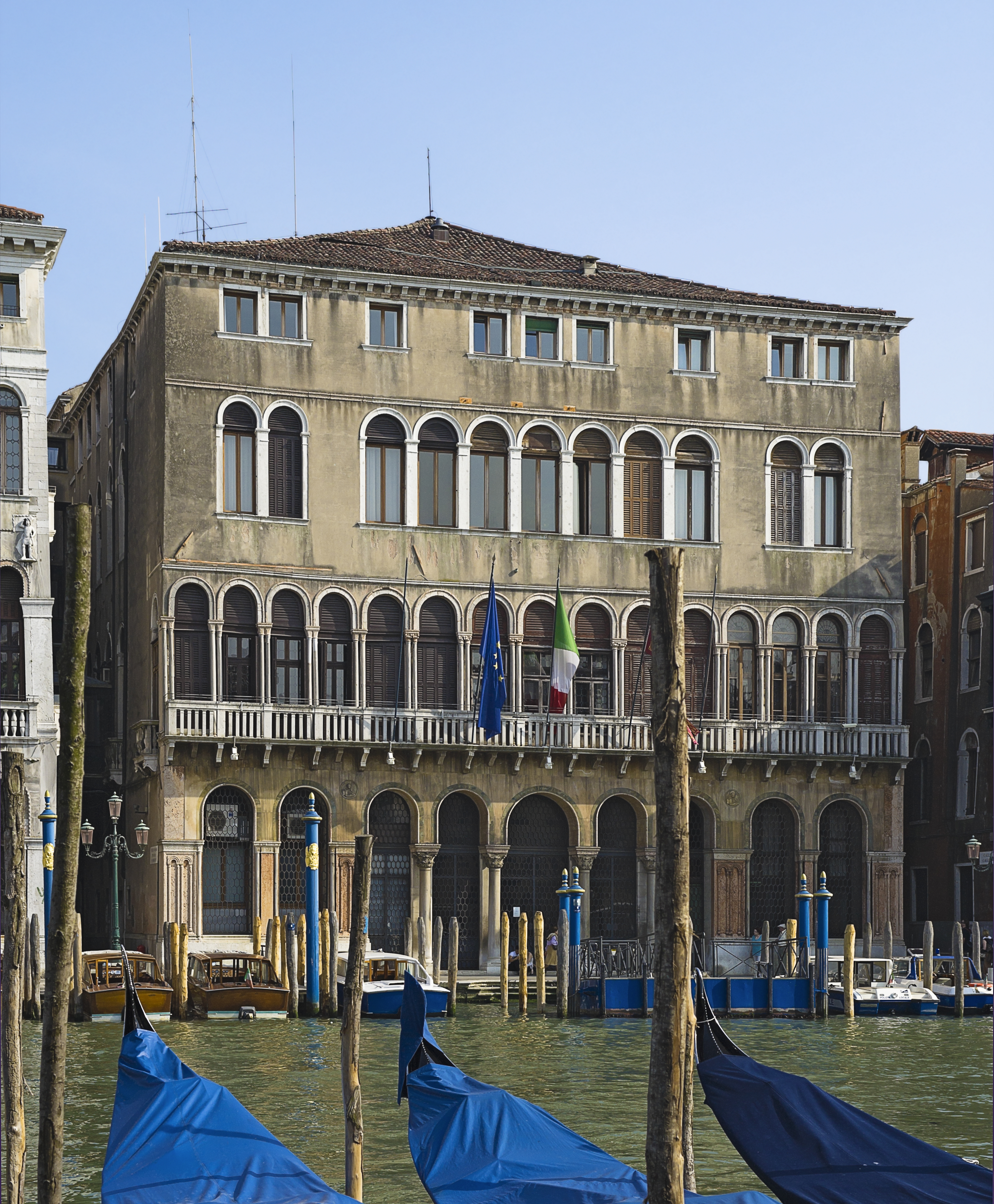
Palazzo Dandolo Farsetti, Venedig (im frühen 13. Jh. von den Nachfahren des Enrico Dandolo erbaut)
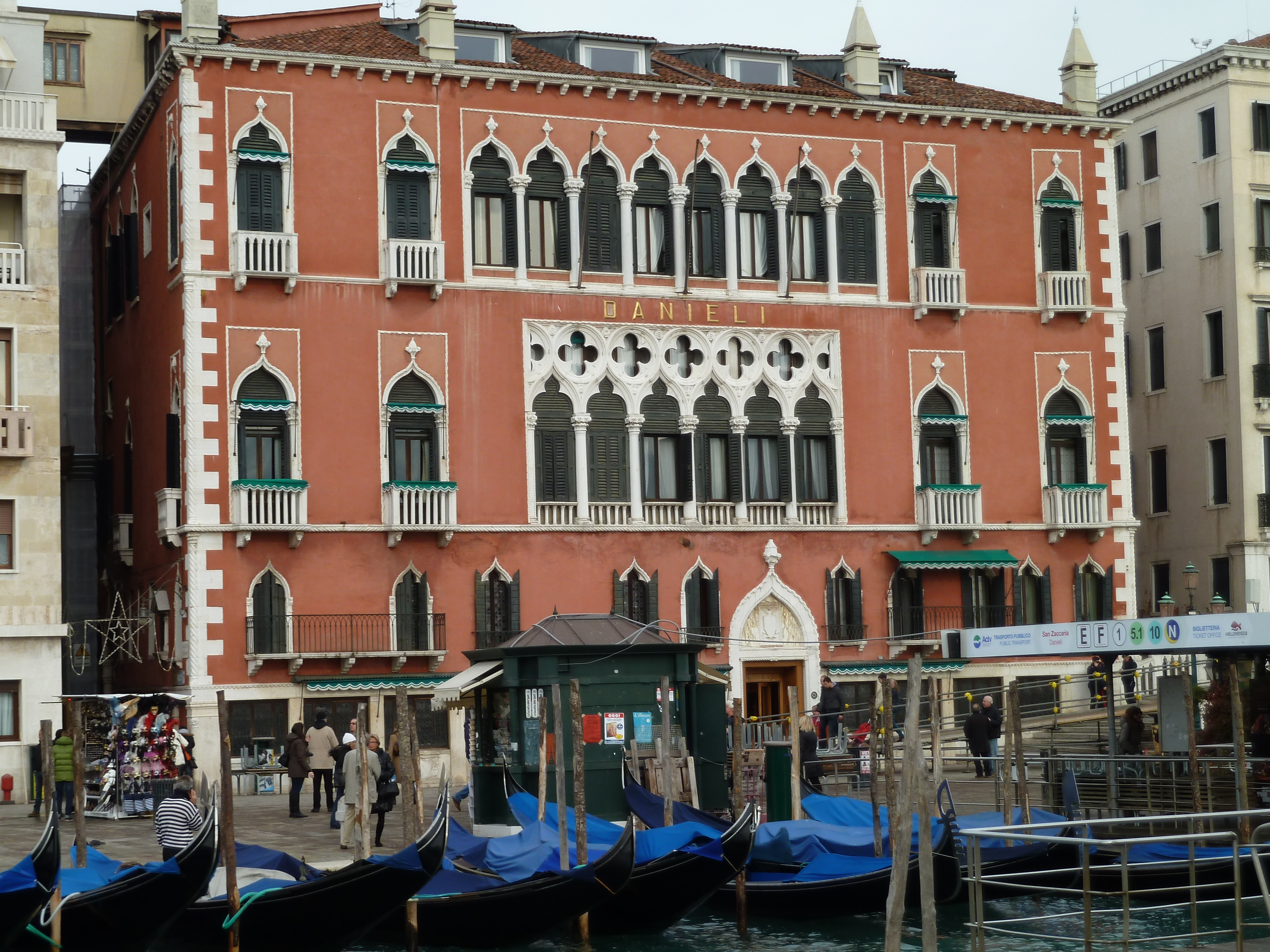
Palazzo Dandolo (heute Hotel Danieli)
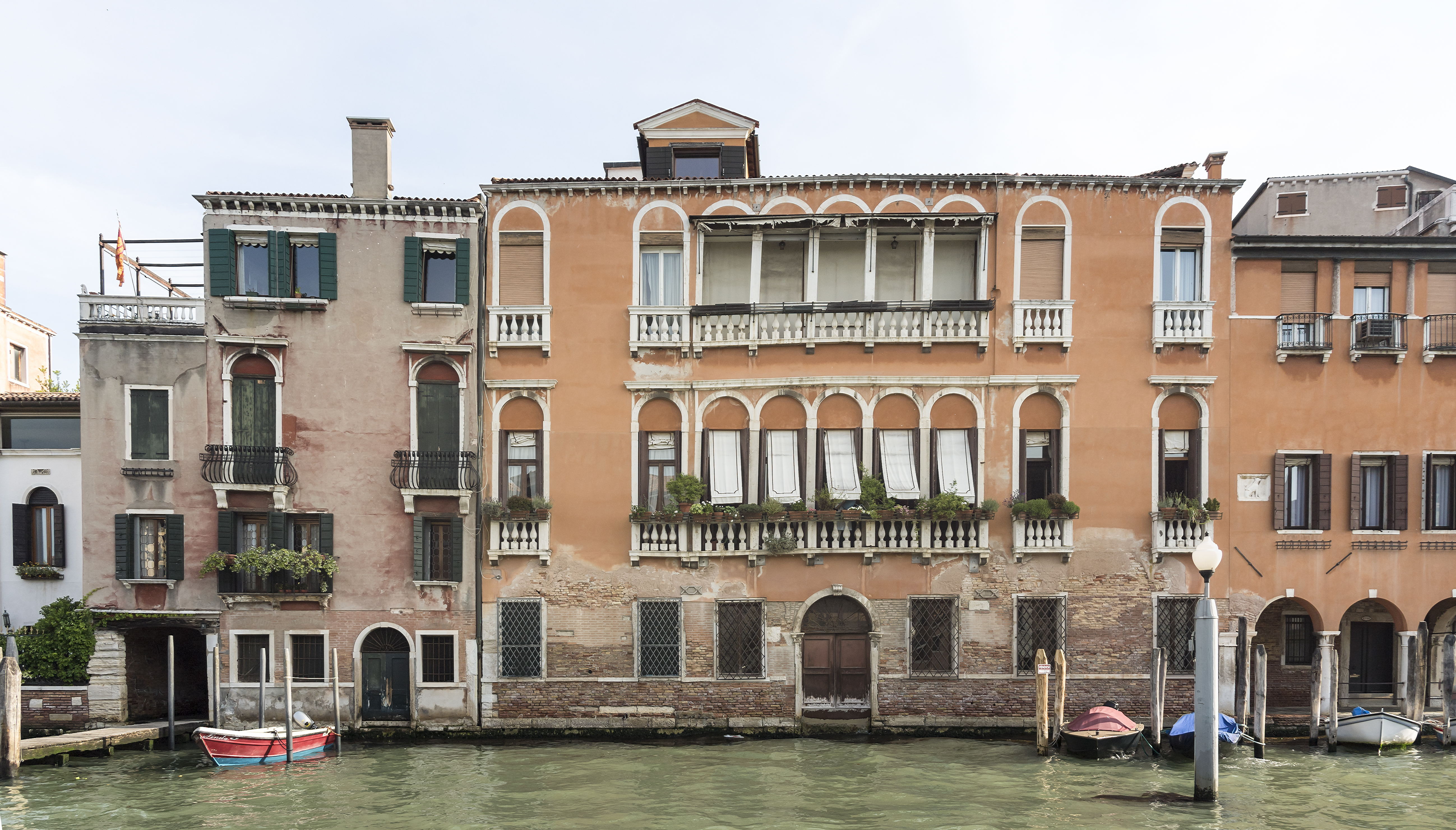
Palazzo Gritti Dandolo